# Kortnosad skoläst
Kortnosad skoläst (Coryphaenoides zaniophorus) är en djuphavsfisk i familjen skolästfiskar.  

## Utseende
Likt alla skolästfiskar har den kortnosade skolästen ett stort huvud och en kropp som smalnar av bakåt, och som slutar i en lång, svansliknande stjärt. Den har två ryggfenor, varav den främre är hög och sitter långt fram, medan den bakre är låg och når runt stjärtspetsen, där den sammanfaller med den likaledes långa och låga analfenan. Huvudet är trubbigt, och kroppsfärgen brunaktig. Fenorna är mer eller mindre svarta, och längden som mest 40 cm.

## Vanor
Arten lever nära botten på djup mellan 400 och 2 375 m, där den lever på olika bottendjur: Främst märlkräftor men också musslor, hoppkräftor, havsborstmaskar, musselkräftor, gråsuggor, pungräkor, räkor och tagghudingar.

## Utbredning
Den kortnosade skolästen finns i Atlanten: På västra sidan från Chesapeake Bay till Mexikanska golfen och Västindien, på östra sidan från Mauretanien till Elfenbenskusten.